# Liste des lieux patrimoniaux du Canada

Logo du Répertoire des lieux patrimoniaux du Canada

La liste des lieux patrimoniaux du Canada recense les lieux patrimoniaux contenus dans le Répertoire canadien des lieux patrimoniaux (RCLP), qu'ils soient classés au niveau local, provincial, territorial ou national. Pour plus de commodité, la liste est divisée par province ou par entités administratives. Étant donné qu'il existe plusieurs milliers de lieux patrimoniaux au Canada, ceci est un choix rédactionnel et non pas officiel.